# جاك بوينتون سترونج
جاك بوينتون سترونج هو محامي وسياسي أمريكي، ولد في 18 فبراير 1930 في كارثاغ في الولايات المتحدة، وتوفي في 28 يوليو 2015. انتخب عضو مجلس ولاية تكساس ‏.